# بيتر كريمر
بيتر كريمر (بالألمانية: Peter Kremer)‏ هو ممثل ألماني، ولد في 18 فبراير 1958 في ألمانيا.

## وصلات خارجية
- بيتر كريمر على موقع IMDb (الإنجليزية)
- بيتر كريمر على موقع مونزينجر (الألمانية)
- بيتر كريمر على موقع ألو سيني (الفرنسية)
- بيتر كريمر على موقع قاعدة بيانات الفيلم (الإنجليزية)
- بيتر كريمر على موقع كينوبويسك (الروسية)